# Lotus hirsutus
Il trifoglino irsuto (Lotus hirsutus L., 1753) è una pianta appartenente alla famiglia  delle Fabacee (o Leguminose).

## Etimologia
L'epiteto specifico deriva dal latino hirsutus che significa "irsuto", dovuto alla presenza di peli minuti o radi.

## Descrizione

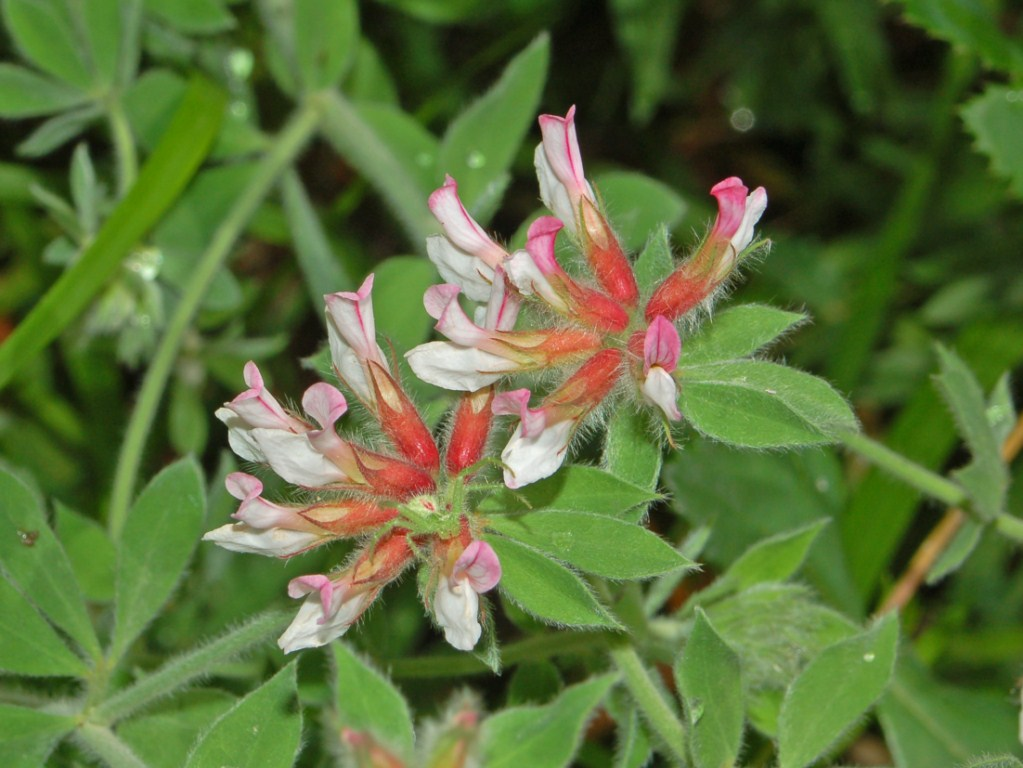
Fiori del trifoglino irtuso

Si presenta come una pianta sempreverde con fusti legnosi solo alla base, generalmente di piccole dimensioni. Ha l'aspetto di un grosso cespuglio emisferico alto fino a 50–60 cm. È formato da numerosi fusti ramificati prostrato-ascendenti. La parte erbacea è caratterizzata da una lunga e densa pelosità sericea che ricopre i fusti, le foglie e il calice dei fiori. Il frutto è un legume lungo 6–19 mm e largo 3–5 mm, ovoide o subcilindrico, liscio, glabro, bruno-purpureo o porpora scuro che contiene 2-4 semi lunghi 2–3 mm e larghi 2 mm, ovoidi, bruno verdastri, con macule più scure.

## Distribuzione e habitat
È una specie a distribuzione eurimediterranea presente in tutte le regioni d’Italia, più frequente nelle regioni del centro-sud.
Cresce nelle macchie, nelle garighe e in pascoli aridi, al di sotto della fascia montana.